# Atyria circumdata
Atyria circumdata är en fjärilsart som beskrevs av J. Peter Maassen 1890. Atyria circumdata ingår i släktet Atyria och familjen mätare. Inga underarter finns listade i Catalogue of Life.